# خط ایلامی
خط ایلامی، از ۳۱۰۰ سال پیش از میلاد به شکل‌های نیاایلامی، ایلامی خطی و ایلامی میخی دگرش یافت.

## خط نیاایلامی
کهن‌ ترین دبیرهٔ ایلامی که به نیاایلامی (Proto-Elamite) شناخته می‌شود، نخستین بار به سال ۳۱۰۰ پیش از میلاد در شهر شوش، پایتخت ایلامیان، در جنوب غرب ایران باز می‌گردد.
دبیرهٔ نیاایلامی دارای ۱٬۰۰۰ نشانه است و بنابراین به نگر می‌رسد که باید بخشی از آن واژه‌نگار باشد. این دبیره هنوز رمزگشایی نشده‌است، و زبانی را که نمایش می‌دهد هنوز ناشناخته است.

## خط ایلامی خطی
ایلامی خطی از نیاایلامی به دست آمده بود و در سال‌های میان ۲۲۵۰ تا ۲۲۲۰ پیش از میلاد به کار می‌رفت، هرچند که تاریخ اختراعش به پیش از آن باز می‌گردد. در سال‌های اخیر پیشرفت‌هایی در رمزگشایی این خط رخ داده است و در این میان پژوهش فرانسوا دِسه شایان توجه است. پیشتر، والتر هینتس روی این خط کار کرده بود. به نگر می‌رسد که ایلامی خطی از ۸۰ نشانه ساخته شده‌باشد و بر ستون‌های عمودی، از بالا به پایین نوشته می‌شد که از چپ به راست می‌رفت. 

## خط ایلامی میخی
خط ایلامی میخی، خطی میخی است که از ۲۵۰۰ پ.م تا ۳۳۱ میلادی به کار می‌رفته‌است. این دبیره از خط اکدی میخی بدست آمده‌است. دبیرهٔ میخی ایلامی از ۱۳۰ نشانه ساخته شده‌است، که این تعداد بسیار کمتر از دبیره‌های اکدی و سومری است.

## منبع
- مج‍لهٔ باستان‌شناسی و تاریخ، ش ۲۳، ۲۴ ، (پاییز، زمستان ۱۳۷۶، به‍ار، تابستان ۱۳۷۷): ص ۶ - ۹.
- omniglot